# II Gran Trofeu Jorba-Preciados
El II Gran Trofeu Jorba-Preciados tingué lloc el 26 de setembre de 1965 a l'avinguda del Portal de l'Àngel de Barcelona, en el marc de les festes de la Mercè. Va ser el tretzè concurs de castells de la història i la segona de les tres edicions del Gran Trofeu Jorba-Preciados, celebrades els anys 1964, 1965 i 1966. Fou un concurs de castells organitzat per la casa comercial Jorba-Preciados, formada pels grans magatzems barcelonins Jorba i les madrilenyes Galerías Preciados.
Hi participaren les sis colles aleshores existents, una menys respecte a l'edició de l'any anterior degut a la desaparició de la Muixerra de Valls. Per ordre de classificació van ser: la Colla Vella dels Xiquets de Valls, els Nens del Vendrell, els Castellers de Vilafranca, la Colla Nova dels Xiquets de Tarragona, la Colla Vella dels Xiquets de Tarragona i els Minyons de l'Arboç. La victòria fou per la Colla Vella dels Xiquets de Valls, que van descarregar el 2 de 7, el 4 de 8, que fou el màxim castell assolit en aquell concurs, i el 3 de 7 aixecat per sota.
Els Castellers de Vilafranca hi van descarregar el primer 5 de 7 del seu historial.

## Resultats

### Classificació
En el II Gran Trofeu Jorba-Preciados hi van participar les 6 colles aleshores existents.
Llegenda
| a: amb agulla o pilar al mig ps: aixecat per sota | (c):carregat (i):intent |  |

| Pos | Colla                                 | 1a ronda | 2a ronda | 3a ronda | 4a ronda  | 5a ronda  | 6a ronda  | Punts |
| --- | ------------------------------------- | -------- | -------- | -------- | --------- | --------- | --------- | ----- |
| 1   | Colla Vella dels Xiquets de Valls     | 2de7     | 4de8     | 3de7ps   | —         | —         | —         | 1.800 |
| 2   | Nens del Vendrell                     | 4de8     | 2de7(i)  | 3de8(i)  | 4de7a     | 3de7      | 3de7ps    | 1.499 |
| 3   | Castellers de Vilafranca              | 3de7     | 5de7(i)  | 5de7     | 4de7a     | —         | —         | 899   |
| 4   | Colla Nova dels Xiquets de Tarragona  | 3de7     | 4de7     | 3de7ps   | —         | —         | —         | 800   |
| 5   | Colla Vella dels Xiquets de Tarragona | 4de7a    | 3de7     | 4de7     | 3de7ps(i) | 3de7ps(i) | 3de7ps(i) | 600   |
| 6   | Minyons de l'Arboç                    | 3de7     | 4de7a(i) | 4de7a(c) | 2de6      | Pde5      | 4de7(i)   | 544   |

### Estadística

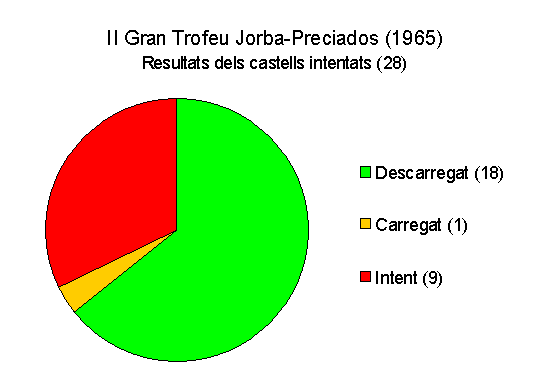
Gràfica del resultat dels castells intentats al II Gran Trofeu Jorba-Preciados

En el II Gran Trofeu Jorba-Preciados es van fer vint-i-vuit intents de castells i es van provar deu construccions diferents que, en ordre de dificultat creixent, anaven des del pilar de 5 al 3 de 8. De les 28 temptatives que es van fer es van descarregar 18 castells —el màxim dels quals foren dos 4 de 8—, se'n va carregar 1 més i 9 castells es van quedar en intent. La següent taula mostra l'estadística dels castells que es van provar al concurs de castells. Els següents castells apareixen ordenats, de major a menor dificultat, segons la taula de puntuacions del XXIV Concurs de castells de Tarragona.
| Castell                 | Descarregat | Carregat | Intent | Intent desmuntat | Total |
| ----------------------- | ----------- | -------- | ------ | ---------------- | ----- |
| 3 de 8                  | —           | —        | 1      | —                | 1     |
| 4 de 8                  | 2           | —        | —      | —                | 2     |
| 2 de 7                  | 1           | —        | 1      | —                | 2     |
| 3 de 7 aixecat per sota | 3           | —        | 3      | —                | 6     |
| 5 de 7                  | 1           | —        | 1      | —                | 2     |
| 4 de 7 amb l'agulla     | 3           | 1        | 1      | —                | 5     |
| 3 de 7                  | 5           | —        | —      | —                | 5     |
| 4 de 7                  | 2           | —        | 1      | —                | 3     |
| 2 de 6                  | 1           | —        | —      | —                | 1     |
| Pilar de 5              | 1           | —        | —      | —                | 1     |
| Total                   | 18          | 1        | 9      | 0                | 28    |
| Percentatge             | 64%         | 8%       | 28%    | 0%               | 100%  |

## Normativa
| Castell | Punts |
| ------- | ----- |
| 2de6    | 75    |
| 4de7    | 100   |
| 3de7    | 200   |
| 4de7a   | 300   |
| 5de7    | 400   |
| 3de7ps  | 500   |
| 2de7    | 600   |
| 4de8    | 700   |
| 3de8    | 900   |
| Pde6    | 1.000 |

Les bases del concurs establien el format d'actuació, la taula de puntuacions i els descomptes aplicats en els següents casos. La normativa fou la mateixa, amb unes petites variacions, en les tres edicions del Gran Trofeu Jorba-Preciados.
- Puntuaven els tres castells més valorats.
- El format era de tres rondes, amb la possibilitat de repetició per cada ronda, més una quarta.
- Descompte del 10% pels castells carregats.
- Descompte de 5 punts als castells assolits a la quarta ronda.
- Descompte del 10% si l'enxaneta no baixava pel costat oposat al de pujada (1964) o del 5% (1965).
- Descompte d'1 punt si el castell era desmuntat un cop col·locats els segons.
- Descompte de 10 punts si el castell era desmuntat un cop col·locats els terços.